# Galium coloradoense
Galium coloradoense là một loài thực vật có hoa trong họ Thiến thảo. Loài này được W.Wight mô tả khoa học đầu tiên năm 1900.